# Слушается дело о… Не очень комическая опера
«Слушается дело о… Не очень комическая опера» — советский музыкальный рисованный мультипликационный фильм 1976 года студии «Союзмультфильм».

## Сюжет
Сатирический музыкальный мультфильм о том, что порой в алкоголизме виноват не только сам человек, но и окружение, прикрывающее его.

## Съёмочная группа
- авторы сценария — Яков Костюковский, Морис Слободской
- режиссёр — Юрий Бутырин
- художники-постановщики: Галина Караваева, Гелий Аркадьев, Левон Хачатрян
- оператор — Светлана Кощеева
- композитор — Игорь Якушенко
- звукооператор — Борис Фильчиков
- монтажёр — Любовь Георгиева
- художники-мультипликаторы: Марина Рогова, Владимир Зарубин, Виктор Арсентьев, Алексей Букин
- ассистенты: Татьяна Лытко, Людмила Крутовская
- вокальный ансамбль под управлением — Дмитрия Покровского
- редактор — Аркадий Снесарев
- директор картины — Фёдор Иванов

## Роли озвучивали
- Вера Васильева
- Игорь Дивов
- Олег Анофриев